# パーマー (駆逐艦)
|          | |
| 艦歴     | |
| 発注     | |
| 起工     | 1918年5月29日 |
| 進水     | 1918年8月18日 |
| 就役     | 1918年11月22日 1940年8月7日 |
| 退役     | 1922年5月31日 |
| 除籍     | |
| その後   | 1945年1月7日に戦没 |
| 性能諸元 | |
| 排水量   | 1,191トン |
| 全長     | 314 ft 5 in (95.83 m) |
| 全幅     | 31 ft 8 in (9.65 m) |
| 吃水     | 9 ft 2 in (2.79 m) |
| 機関     | 2缶 蒸気タービン2基 2軸推進、13,500shp |
| 最大速   | 35ノット(65 km/h) |
| 乗員     | 士官、兵員122名 |
| 兵装     | 駆逐艦時代 4インチ砲4門、3インチ砲1門、21インチ魚雷発射管12門掃海駆逐艦時代 3インチ砲4門のち2門、40ミリ連装機関砲4門、20ミリ機銃5門、掃海具 |

パーマー (USS Palmer, DD-161/DMS-5) は、アメリカ海軍の駆逐艦、掃海駆逐艦。ウィックス級駆逐艦の1隻。艦名は米墨戦争と南北戦争で活躍したジェームズ・シェッデン・パーマー少将にちなむ。その名を持つ艦としては初代。

## 艦歴
パーマーはマサチューセッツ州クインシーのフォアリバー造船所で1918年5月29日に起工し、8月18日にロバート・C・ヒラード夫人によって進水、艦長R・R・スチュワート中佐の指揮下1918年11月22日に就役する。竣工後は太平洋艦隊に編入されて演習に参加したが、1922年5月31日にサンディエゴで予備艦となった。
1940年8月7日、パーマーは現役に復帰するが、間もなく掃海駆逐艦に改装される。1940年11月19日付で DMS-5 に再分類され、大西洋側に移って第19機雷群に加わる傍らでノーフォークを起点に大西洋とカリブ海方面で船団護衛に従事した。1942年10月24日、パーマーは第34任務部隊とともに北アフリカに向かい、11月7日にフェドハラ沖に到着して敵前掃海を実施。翌8日には敵の沿岸砲台と交戦し、フランス掃海艇ジョゼフ・エリーゼを拿捕した。12月12日からは北アフリカ方面で哨戒と船団護衛の任務に就き、1943年中は北西大西洋とカリブ海での船団護衛任務に復帰した。
大西洋方面の任務を終えたあと、パーマーは太平洋方面に移る。サンディエゴに移り、真珠湾に進出後第53任務部隊に加わる。1944年1月22日にクェゼリンの戦いのため出撃し、2月12日までマーシャル諸島方面に残る。クェゼリン環礁占領後しばらくの間は、真珠湾と前進基地マジュロの間の船団護衛を行った。6月のサイパンの戦いには2日間参加し、6月13日には5時間あまり掃海を行って上陸部隊の安全を確保する。その後エニウェトク環礁での掃海作業にあたったため、6月19日のマリアナ沖海戦の影響は受けなかった。6月22日からはサイパン島沖に戻って7月8日まで掃海作業を続けた。次いでグアムの戦いに転戦し、7月22日から5日間にわたってアプラ港沖で上陸部隊の掩護と掃海作業にあたる。マリアナ諸島での一連の戦いを終えたあと真珠湾に帰投。フィリピン奪還作戦の準備に入った。駆逐艦から掃海艇に転用されたパーマーはすでにベテランの域に達していたが、フィリピンにおいても活躍は目覚ましかった。マヌス島に進出後、パーマーは上陸部隊を乗せた艦船を引き連れて10月17日のレイテ湾に到着し、泊地の掃海を実施。3日後の10月20日にレイテ島の戦いが始まり、パーマーは輸送船の護衛とスリガオ海峡の掃海を行ったあと、レイテ沖海戦が起こる前夜の10月23日にマヌス島に帰投した。
1944年12月23日、パーマーはルソン島の日本軍を打倒する上陸部隊の随伴のためマヌス島を出撃する。部隊は途中、神風特別攻撃隊などの攻撃を受けるが構わず進撃し、1945年1月7日にリンガエン湾に到着、パーマーは空襲下で強行掃海を開始した。15時45分、作業中のパーマーで爆発が起こり、タービンがダウンする。パーマーは左舷機だけを作動させながら修理にあたったが、18時40分ごろに低空で飛来してきた双発の日本機がパーマーに対して爆弾を投じ、2発が左舷側に命中した。爆発で生じた火災が弾薬に引火して高く立ちのぼり、パーマーは6分ほどで沈没した。パーマーの乗組員のうち2名が戦死し26名が行方不明、38名が負傷した。沈没位置は北緯16度20分 東経120度10分 / 北緯16.333度 東経120.167度と記録されている。
パーマーは第二次世界大戦の功績で5個の従軍星章を受章した。